# Ulidia ruficeps
Ulidia ruficeps är en tvåvingeart som beskrevs av Becker 1913. Ulidia ruficeps ingår i släktet Ulidia och familjen fläckflugor. Inga underarter finns listade i Catalogue of Life.